# Bartolomé Román

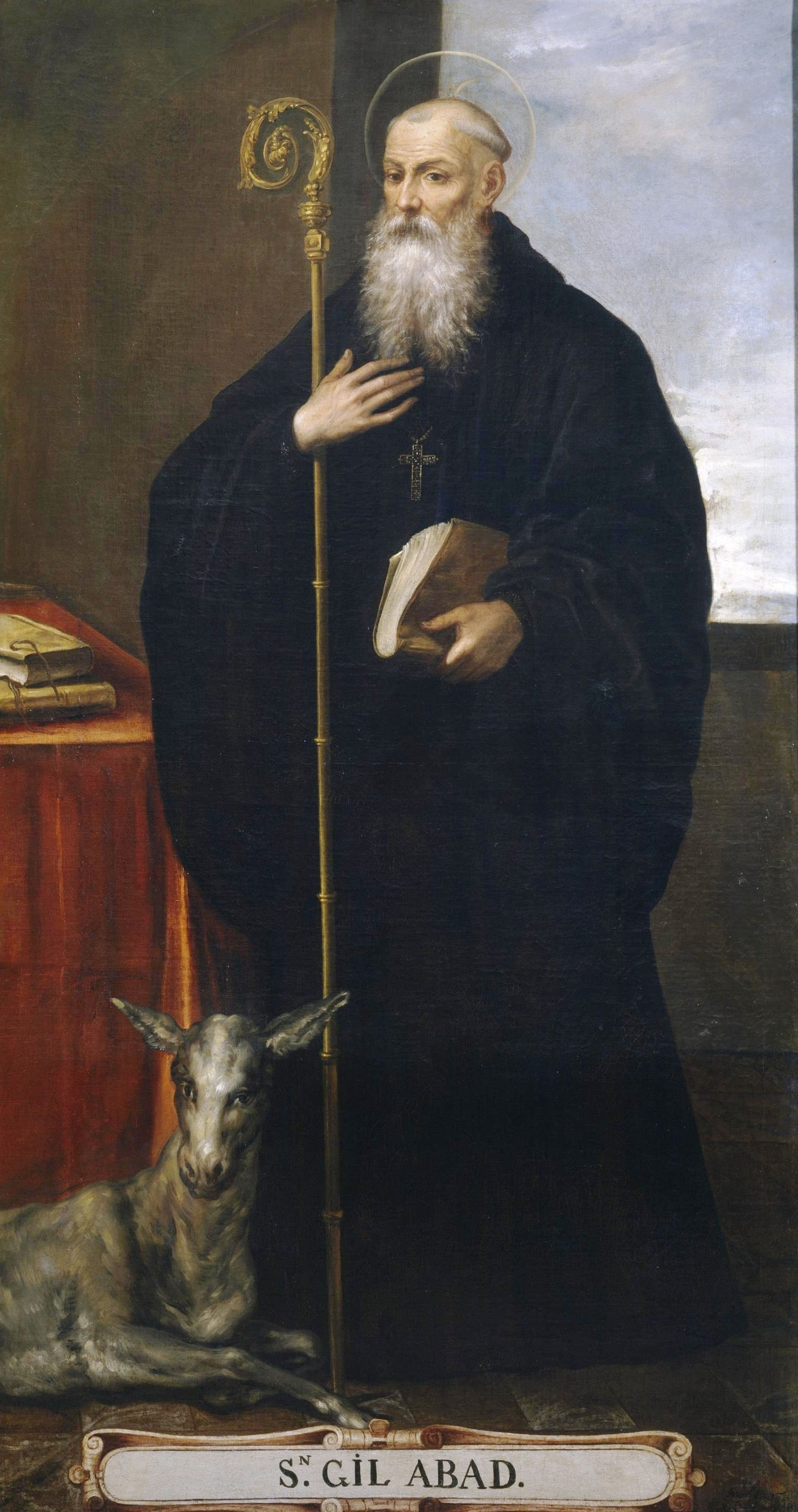
San Gil, abad, 1616, óleo sobre lienzo, 202 x 110 cm, Madrid, Museo del Prado, depositado en el Consejo de Estado.

Bartolomé Román (Montoro, c. 1587-Madrid, 1647) fue un pintor barroco español conocido por sus series de arcángeles, alguna de las cuales llegó a América.

## Biografía
Nacido en Montoro (Córdoba), aunque Antonio Palomino lo consideraba erróneamente madrileño, el 8 de diciembre de 1612, según la primera noticia documental conocida, bautizó con el nombre de Luisa a una hija en la parroquia madrileña de San Martín, abadía benedictina independiente. Casado con María de Tebes o Teber, que le sobrevivió, el matrimonio tuvo al menos una segunda hija, bautizada con el nombre de Isabel Florencia el 17 de noviembre de 1619. También según Palomino, habría sido discípulo de Vicente Carducho y perfeccionado como pintor con Velázquez, pero la primera noticia que se tiene de su actividad profesional, de 1614, hace referencia a un pleito que lo enfrentó con Carducho por la tasación de unas pinturas para El Pardo, siendo posteriormente recusado por este, lo que parece desmentir la relación profesional sugerida por Palomino.
La influencia de Carducho, no obstante y a pesar de esa rivalidad, es manifiesta en el primer lienzo firmado de su mano: el San Gil del Museo del Prado, en depósito en el Consejo de Estado, que estaría fechado en 1616, aunque la lectura del año es dudosa y probablemente rehecha. Tres años posterior es un documento por el que se comprometía a copiar para un particular, «sin ygnorarla ni alterarla», una estampa que se le entregaba en el momento de la firma, lo que pone de manifiesto tanto la sujeción de los pintores a los comitentes como, en el caso de Román y otros pintores menores, la dependencia de grabados ajenos para sus composiciones, como se comprueba también en algunas de sus obras más célebres.
No se tienen otras noticias hasta 1628, cuando firmó el gran lienzo de la Parábola de las Bodas para la sacristía del Monasterio de la Encarnación de Madrid, en el que Palomino advirtió la influencia del joven Velázquez, poco antes establecido en Madrid. Cuadro muy alabado por Palomino, se observa en él, junto a la influencia de Carducho, una preocupación por el espacio de raíz veneciana, que podría explicar esa supuesta relación con Velázquez. En el mismo monasterio madrileño se conserva un óleo de El Salvador, en el pasado atribuido a Vicente Carducho, muy próximo a otro guardado en el Bowes Museum de Barnard Castle (Durham) en el que Cristo, en pie y de cuerpo entero, mostrando la herida en la mano derecha, aparece vestido con túnica azul según la visión de la venerable Marina de Escobar.

## Las series de arcángeles

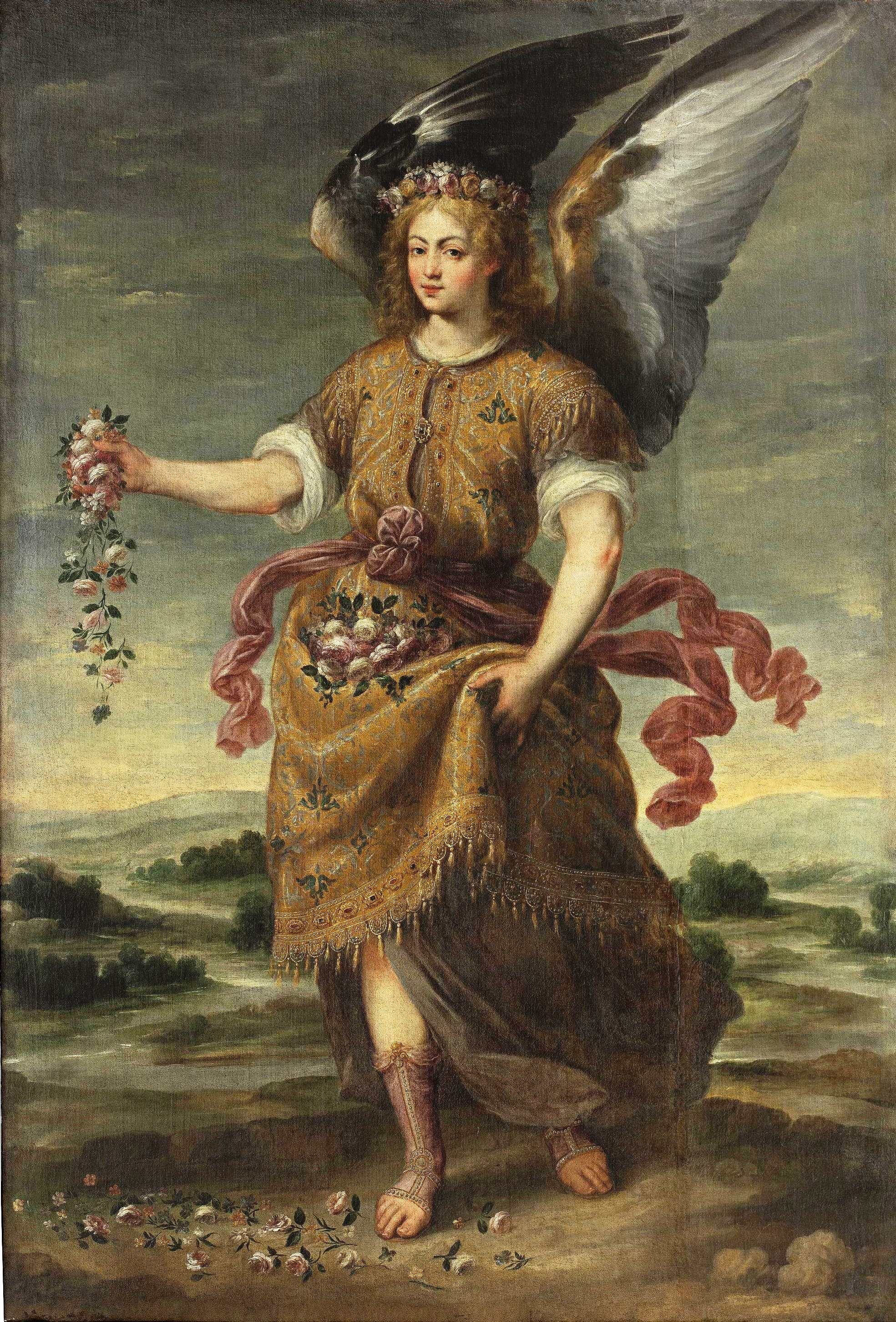
Arcángel Baraquiel, óleo sobre lienzo, 207 x 141 cm, Museo de Mallorca (depósito del Museo del Prado).

A una fecha próxima debe corresponder la serie de los Siete Arcángeles, alguno firmado, conservada en el coro del mismo monasterio madrileño de la Encarnación. En lienzos grandes, con rótulos explicativos en los que figuran sus nombres y funciones, se encuentran representados los arcángeles:
- Miguel, firmado en letras capitales «Bartolome/Romano Fca», con lanza y palma y un rótulo en que se lee: «San Miguel recibe las ánimas de los que mueren bien favoreciéndolas en las agonías y batalla del Tránsito».
- Gabriel, firmado «Bartolome/Romano Facib»; con linterna y azucenas; rótulo: «San Gabriel favorece para que obedezcan los hombres a las divinas inspiraciones. Alcanza la virtud de la obediencia».
- Rafael, con un pez en la mano izquierda, cuyo rótulo indica: «San Rafael favorece a los que quieren verdadera penitencia».
- Sealtiel: incensario; «San Seatiel favorece para tener buena oración».
- Jeudiel, corona de flores y disciplinas, con el rótulo: «San Jehudiel favorece para confesarse. Ayuda a los deseos de la mayor honra y gloria de Dios».
- Baraquiel, esparciendo flores, firmado en cursiva «Bartolomé/romano fa.»; rótulo: «San Barachiel favorece para alcanzar los dones del Espíritu Santo».
- Uriel, con espada y la inscripción «San Uriel favorece en las batallas contra las tentaciones y para que amen a Dios».

Se trata de un motivo que arranca de la devoción propagada desde 1517 por Antonio Ducca, sacerdote de la iglesia de Santa María de los Ángeles de Palermo, abordado por el pintor en otras ocasiones, conservándose series arcangélicas incompletas en el Monasterio de las Descalzas Reales de Madrid, en la iglesia de San Pedro de Lima, relacionada con esta serie de las Descalzas, y en los museos de Guadalajara, serie reducida a los tres canónicos (Miguel, Rafael y Gabriel) y Mallorca, serie en la que están representados los arcángeles Baraquiel y Sealtiel, en depósito del Museo del Prado. La serie limeña, en la que Uriel ha sido sustituido por el Ángel de la guarda, la más antigua de las conocidas en América, podría estar en el origen de la rica iconografía angélica desarrollada en la América colonial.
Son estas series arcangélicas seguramente las obras más atractivas del pintor, por la belleza de sus tipos y la gracia del color de sus sutiles túnicas, bien armonizadas con los paisajes fantásticos. Pero también en esta ocasión se sirvió de modelos grabados por artistas flamencos como Pieter de Jode I y Hieronymus Wierix.

## Últimos años
A partir de 1629 son más abundantes las noticias documentales relativas al pintor y también los cuadros firmados por él. Así, de ese año es el Nacimiento con ángeles de la iglesia de San Juan de Béjar. Un año más tarde se sabe que trabajaba para el Arzobispado de Toledo en alguna labor desconocida; en 1634 intervino con otros pintores en el complejo pleito de la cofradía de los Siete Dolores que enfrentó a los pintores madrileños por cuestiones de dignidad del oficio, figurando él entre los que se comprometían en nombre de los pintores a sacar el paso procesional «al presente y en lo sucesivo perpetuamente»; en 1639 cobraba por un Juicio de Salomón que pintó para la cárcel de Corte, no conservado, y el mismo año se encontraba firmado en Madrid el San Anselmo abad de la misma serie de santos benedictinos a la que pertenece el citado San Gil del Museo del Prado. En el claustro del monasterio de San Martín, al que estaba ligado Román por vecindad y clientela, colgaba una serie de santos y escritores de la orden benedictina que se atribuyeron a fray Juan Andrés Ricci, monje del mismo monasterio, aunque la firma de Román en alguno de ellos y razones estilísticas permiten asignarle con seguridad la autoría del total de la serie, a la que con el San Anselmo fechado en 1639, ahora en paradero desconocido, y el San Gil, pertenecen otros cuatro retratos propiedad del Museo del Prado al que llegaron procedentes del Museo de la Trinidad: San Pedro Celestino, papa, El padre Remigio, El padre Alcuino y San Beda. Rasgos semejantes en la fisonomía del retrato y la precisión del dibujo, aunque rematado en medio punto y de mayor tamaño, tiene un óleo con San Benito conservado en el monasterio de benedictinas de San Plácido, dependiente del de San Martín, del que podría proceder.
En 1644 firmó el Martirio de San Bartolomé del convento de carmelitas de Calahorra, probablemente encargado por el patrono del convento, José González de Uzqueta, un influyente personaje del entorno del conde-duque de Olivares. Finalmente, en 1645 firmó el lienzo central del retablo de san Joaquín en la iglesia de Santa María de Calatayud, con san Joaquín y Santa Ana con la Virgen Niña y una amplia gloria de ángeles trabajada con técnica más suelta.
Se conocen además algunas obras firmadas aunque no fechadas, entre ellas un Descanso en la huida a Egipto de la Fundación Santamarca, derivado de una estampa de Cornelis Cort sobre una conocida composición de Federico Barocci, un San Francisco de Asís en la Porciúncula, pintado para la Capilla del Cardenal de la catedral de Ávila, y un San Pedro en lágrimas que fue de la colección Adanero de Madrid, quizá el mencionado por Palomino como pintado con tal blandura y relieve «que parece cosa de Rúbens».
En mayo de 1647 redactó su testamento, del que se desprende que el pintor había vivido siempre en una situación económica apurada, pues cuanto tiene confiesa que pertenece a su mujer, María de Tebes, a la que dejaba por heredera, advirtiendo además que él no había aportado el día de la boda «maravedises ningunos». Como testamentario aparecía citado un hijo, Luis, fraile carmelita. Citaba también a un oficial, José de Gallego, que había trabajado para él en su taller y al que debía algún dinero. Según Antonio Palomino fue segundo maestro de Juan Carreño de Miranda lo que, junto al citado lienzo de la sacristía del Monasterio de la Encarnación «delineado con tal superior magisterio», lo acreditaba para figurar en el Parnaso pictórico español.